# Cantó de Mormeiron
El cantó de Mormeiron (en francès canton de Mormoiron) és una antiga divisió administrativa francesa del departament de la Valclusa, situat al districte de Carpentràs. Té 10 municipis i el cap és Mormeiron. Va desaparèixer el 2015.

## Municipis
- Bedoin
- Blauvac
- Crilhon
- Flaçan
- Malamòrt de la Comtat
- Metàmias
- Maudena
- Mormeiron
- Sant Pèire de Vassòus
- Vielas d'Auson

## Història
| Data d'elecció                           | Identitat        | Partit                               | Qualitat |
| ---------------------------------------- | ---------------- | ------------------------------------ | -------- |
| 1957-1985                                | Albert Artilland | Divers droite                        |          |
| 1985-2004                                | Michel Maurin    | Divers droite, després divers gauche |          |
| 2004-2015                                | Max Raspail      | PS                                   |          |
| les dades anteriors no són pas conegudes |                  |                                      |          |
|                                          |                  |                                      |          |

| 1962  | 1968  | 1975  | 1982  | 1990  | 1999  | 2006  |
| ----- | ----- | ----- | ----- | ----- | ----- | ----- |
| 5.141 | 5.669 | 5.120 | 5.020 | 4.692 | 4.721 | 4.930 |